# Герои Социалистического Труда Алматинской области
В настоящий список включены:

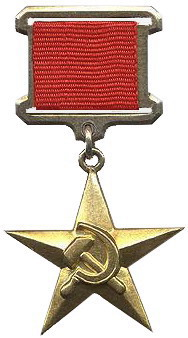
Золотая медаль «Серп и Молот»

- Герои Социалистического Труда, на момент присвоения звания проживавшие на территории современной Алматинской области, — 116 человек;  персиковым цветом  выделены Герои, проживавшие на территории Талды-Курганской области, которую несколько раз передавали в состав Алма-Атинской области (1932—1944, 1959—1967, 1997—2022 годы) и в очередной раз выделили из неё в 2022 году под названием Жетысуская область (8 человек);
- уроженцы Алматинской области, удостоенные звания Героя Социалистического Труда в других регионах СССР, — 4 человека.
- Герои Социалистического Труда, прибывшие в Алматинскую область на постоянное проживание, — 55 человек.
- Серым цветом выделены лица , лишённые звания Героя Социалистического Труда, — 2 человека.

Вторая и третья часть списка могут быть неполными из-за отсутствия данных о месте рождения и месте смерти ряда Героев.
В таблицах отображены фамилия, имя и отчество Героев, должность и место работы на момент присвоения звания, дата Указа Президиума Верховного Совета СССР, отрасль народного хозяйства, а также ссылка на биографическую статью на сайте «Герои страны». Формат таблиц предусматривает возможность сортировки по указанным параметрам путём нажатия на стрелку в нужной графе.

## История
Первыми на территории Алма-Атинской области звания Героя Социалистического Труда были удостоены Указом Президиума Верховного Совета СССР от 28 марта 1948 года восемь тружеников колхозов и МТС Джамбулского, Илийского и Каскеленского районов за получение высоких урожаев пшеницы, ржи, хлопка и сахарной свёклы в 1947 году.
Подавляющее большинство Героев Социалистического Труда в области приходится на работников сельского хозяйства — 71 человек; транспорт, строительство и лёгкая промышленность — по 6; машиностроение — 5; пищевая промышленность, культура — по 4; энергетика, госуправление, наука, здравоохранение, образование — по 2; промышленность строительных материалов, геология, связь, полиграфия — по 1.

## Лица, удостоенные звания Героя Социалистического Труда в Алматинской (Алма-Атинской) области
| № | Фамилия, имя, отчество      | Даты жизни              | Деятельность                                                                                             | Дата присвоения                  | Отрасль       | Место рождения          | ГС       |
| - | --------------------------- | ----------------------- | --- | -------------------------------- | ------------- | ----------------------- | -------- |
| 1 | Кунаев Динмухамед Ахмедович | 12.01.1912 — 22.08.1993 | Член Политбюро ЦК КПСС, первый секретарь ЦК Коммунистической партии Казахстана, гор. Алма-Ата            | 11.01.1972 06.10.1976 11.02.1982 | госуправление | Алма-Ата                | [ ГС 1 ] |
| 2 | Кузнецов Николай Алексеевич | 19.12.1922 — 12.08.2009 | Начальник Казахского управления гражданской авиации Министерства гражданской авиации СССР, гор. Алма-Ата | 09.02.1973 12.01.1979            | транспорт     | *Карагандинская область | [ ГС 2 ] |

### Комментарии
1. ↑  Фамилия Галкина — в замужестве, на момент награждения — Сумина.
2. ↑  В тексте Указа — Джалыкасимов.
3. ↑  Фамилия Ибрагимова — в замужестве, на момент награждения — Велиметова.
4. ↑  В тексте Указа — Ловчинова.
5. ↑  В тексте Указа ошибочно Пшембаева Шолпана.
6. ↑  В тексте Указа — Тюмебаев Мухаметжан.

## Уроженцы Алматинской области, удостоенные звания Героя Социалистического Труда в других регионах СССР
| № | Фамилия, имя, отчество        | Даты жизни              | Деятельность | Дата присвоения | Отрасль       | Место рождения         | ГС       |
| - | ----------------------------- | ----------------------- | --- | --------------- | ------------- | ---------------------- | -------- |
| 1 | Бутымов Иван Степанович       | 27.08.1930 — 04.12.1996 | Бригадир газоэлектросварщиков Степногорского управления строительства Министерства среднего машиностроения СССР, Целиноградская область                    | 26.04.1971      | атомпром      | Енбекшиказахский район | [ ГС 1 ] |
| 2 | Куцурубов Владимир Ефимович   | 1930 — ????             | Звеньевой госплемзавода «Гулькевичский» Кавказского района Краснодарского края                                                                             | 07.12.1973      | сельхоз       | Жамбылский район       | [ ГС 2 ] |
| 3 | Тыртышный Владимир Степанович | 1929—1986               | Старшина водолазной станции строительного управления № 490 треста «Дальморгидрострой» Министерства транспортного строительства СССР, Приморский край       | 07.05.1971      | строительство | Карасайский район      | [ ГС 3 ] |
| 4 | Шпиг Эдуард Павлович          | 01.06.1938 — 18.10.1997 | Машинист экскаватора производственного объединения «Апатит» имени С. М. Кирова Министерства по производству минеральных удобрений СССР, Мурманская область | 06.04.1981      | химпром       |                        | [ ГС 4 ] |

## Герои Социалистического Труда, прибывшие в Алматинскую область на постоянное проживание из других регионов
| №  | Фамилия, имя, отчество               | Даты жизни              | Деятельность | Дата присвоения | Отрасль       | Место проживания       | ГС        |
| -- | ------------------------------------ | ----------------------- | --- | --------------- | ------------- | ---------------------- | --------- |
| 1  | Алимбетов Тулеген                    | 1926 — 02.07.2002       | Капитан рыболовного бота Аральского рыбокомбината Министерства рыбного хозяйства Казахской ССР, Кзыл-Ординская область                  | 26.04.1971      | рыбпром       | Енбекшиказахский район | [ ГС 1 ]  |
| 2  | Ан Михаил Иванович                   | 06.02.1917 — 05.10.1993 | Бригадир колхоза «Дальний Восток» Каратальского района Талды-Курганской области                                                         | 28.03.1948      | сельхоз       | Алма-Ата               | [ ГС 2 ]  |
| 3  | Асаинов Жабаркан                     | 11.1919 — 03.03.1963    | Путеец 81-го отдельного Краснознамённого строительно-путевого железнодорожного батальона, 10-й железнодорожной бригады                  | 05.11.1943      | транспорт     | Алма-Ата               | [ ГС 3 ]  |
| 4  | Аскаров Асанбай                      | 15.09.1922 — 13.08.2001 | Первый секретарь Чимкентского обкома Компартии Казахстана                                                                               | 22.02.1982      | госупрваление | Алма-Ата               | [ ГС 4 ]  |
| 5  | Ауельбеков Еркин Нуржанович          | 22.06.1930 — 29.01.1999 | Первый секретарь Кокчетавского обкома Компартии Казахстана                                                                              | 10.12.1973      | госуправление | Алма-Ата               | [ ГС 5 ]  |
| 6  | Бай Борис Владимирович               | 13.03.1912 — 06.03.1976 | Директор госплемзавода «Балкашинский» Балкашинского района Целиноградской области                                                       | 22.03.1966      | сельхоз       | Алма-Ата               | [ ГС 6 ]  |
| 7  | Байжанов Сырлыбек                    | 15.05.1912 — 27.01.1986 | Начальник Арысского отделения Казахской железной дороги, Южно-Казахстанская область                                                     | 01.08.1959      | транспорт     | Алма-Ата               | [ ГС 7 ]  |
| 8  | Баянов Базар                         | 1904 — ????             | Старший чабан совхоза «Красный великан» Борзинского района Читинской области                                                            | 14.12.1957      | сельхоз       | Алма-Ата               | [ ГС 8 ]  |
| 9  | Бондаренко Татьяна Ефимовна          | 1924 — 10.07.2001       | Звеньевая колхоза имени Кирова Саркандского района Талды-Курганской области                                                             | 20.05.1949      | сельхоз       | Алма-Ата               | [ ГС 9 ]  |
| 10 | Бупежанов Мухит Кульжанович          | 15.11.1910 — 04.03.1999 | Директор Джезказганского рудника Джезказганского горнометаллургического комбината Карагандинского совнархоза                            | 09.06.1961      | металлургия   | Алма-Ата               | [ ГС 10 ] |
| 11 | Варнавский Василий Фёдорович         | 1910 — 12.02.1993       | Старший механик Ленгерской МТС, Южно-Казахстанская область                                                                              | 28.03.1948      | сельхоз       | Алма-Ата               | [ ГС 11 ] |
| 12 | Войнаревич Олег Агафонович           | 1914 — ????             | Директор каракулеводческого совхоза «Сараджинский» Министерства внешней торговли СССР, Тахта-Базарский район Марыйской области          | 15.09.1948      | сельхоз       | Алма-Ата               |           |
| 13 | Галиакпаров Агадил                   | 1909 — 04.01.1996       | Председатель колхоза «Бирлик-Истем» Чуйского района Джамбулской области                                                                 | 28.03.1948      | сельхоз       | Алма-Ата               | [ ГС 12 ] |
| 14 | Гоноженко Ольга Калистратовна        | 1915 — ????             | Звеньевая колхоза «1 мая» Талды-Курганского района Талды-Курганской области                                                             | 28.03.1948      | сельхоз       | Алма-Ата               | [ ГС 13 ] |
| 15 | Гукасов Эрих Христофорович           | 08.05.1932 — 27.04.2020 | Начальник Главриссовхозстроя Министерства мелиорации и водного хозяйства Казахской ССР, Чимкентская область                             | 27.02.1974      | мелиоводхоз   | Алма-Ата               | [ ГС 14 ] |
| 16 | Дарибаев Алтынбек Дарибаевич         | 1927—1985               | Старший конвертерщик Карагандинского металлургического комбината Министерства чёрной металлургии СССР                                   | 30.03.1971      | металлургия   | Алма-Ата               | [ ГС 15 ] |
| 17 | Даумов Ергалий Даумович              | 15.10.1911 — 01.10.1997 | Председатель сельхозартели имени Сталина Меркенского района Джамбулской области                                                         | 11.01.1957      | сельхоз       | Алма-Ата               | [ ГС 16 ] |
| 18 | Заец Пётр Савельевич                 | 1908 — ????             | Бригадир колхоза «Новый путь» Канского района Красноярского края                                                                        | 07.01.1948      | сельхоз       | Алма-Ата               | [ ГС 17 ] |
| 19 | Заруднев Павел Иванович              | род. 1927               | Бригадир тракторной бригады Кзылтуского совхоза Ленинградского района Кокчетавской области                                              | 11.01.1957      | сельхоз       |                        | [ ГС 18 ] |
| 20 | Ипатко Иван Евстифеевич              | 1908 — ????             | Бригадир колхоза имени Жданова Кокпектинского района Семипалатинской области                                                            | 28.03.1948      | сельхоз       |                        | [ ГС 19 ] |
| 21 | Кан Лев Иванович                     | 1904 — 09.02.1976       | Председатель колхоза «Заря коммунизма» Ильичёвского района Южно-Казахстанской области                                                   | 08.06.1957      | сельхоз       | Алма-Ата               | [ ГС 20 ] |
| 22 | Ким Дян-Дык                          | 26.02.1909 — 07.1982    | Председатель колхоза «МОПР» Каратальского района Талды-Курганской области                                                               | 28.03.1948      | сельхоз       | Алма-Ата               | [ ГС 21 ] |
| 23 | Козлов Алексей Александрович         | 1916 — ????             | Комбайнёр Выселковской МТС Краснодарского края                                                                                          | 20.05.1952      | сельхоз       |                        | [ ГС 22 ] |
| 24 | Козыбаев Оразалы                     | 15.04.1924 — 23.08.1996 | Первый секретарь Аркалыкского райкома Компартии Казахстана, Кустанайская область                                                        | 19.04.1967      | госуправление | Алма-Ата               | [ ГС 23 ] |
| 25 | Козырь Андрей Григорьевич            | 1919 — 06.12.1999       | Тракторист-комбайнёр колхоза имени Максима Горького Джувалинского района Джамбулской области                                            | 23.06.1966      | сельхоз       | Карасайский район      | [ ГС 24 ] |
| 26 | Корнеева Александра Абрамовна        | 1921 — ????             | Звеньевая свеклосовхоза имени Фрунзе Министерства пищевой промышленности СССР, Кантский район Киргизской ССР                            | 08.05.1948      | сельхоз       | Карасайский район      | [ ГС 25 ] |
| 27 | Коростелёв Сергей Петрович           | 30.09.1923 — ????       | Старший слесарь обогатительной фабрики № 2 объединения «Якуталмаз» Министерства цветной металлургии СССР, Якутская АССР                 | 30.03.1971      | металлургия   | Талгарский район       | [ ГС 26 ] |
| 28 | Кусаинов Сакан                       | 15.05.1917 — 09.01.1989 | Первый секретарь Тургайского обкома Компартии Казахстана                                                                                | 10.12.1973      | госуправление | Алма-Ата               | [ ГС 27 ] |
| 29 | Лагунова (Бушмакина) Анна Михайловна | 06.04.1922 — 02.06.1977 | Звеньевая колхоза «Красный Октябрь» Вожгальского района Кировской области                                                               | 17.03.1948      | сельхоз       | Алма-Ата               | [ ГС 28 ] |
| 30 | Ли Татьяна                           | 23.09.1923 — 12.02.2008 | Бригадир полеводческой бригады колхоза «Дальний Восток» Каратальского района Талды-Курганской области                                   | 28.03.1948      | сельхоз       | Карасайский район      | [ ГС 29 ] |
| 31 | Маканов Дюсембай                     | 1909 — 23.02.2008       | Директор Казалинского овцесовхоза Кзыл-Ординской области                                                                                | 29.03.1958      | сельхоз       | Алма-Ата               | [ ГС 30 ] |
| 32 | Макарин Василий Филиппович           | 1906—1978               | Первый секретарь Атбасарского райкома Компартии Казахстана, Акмолинская область                                                         | 11.01.1957      | госуправление | Алма-Ата               | [ ГС 31 ] |
| 33 | Молдагожин Омар                      | 1908 — ????             | Председатель сельхозартели имени Ворошилова Андреевского района Талды-Курганской области                                                | 11.01.1957      | сельхоз       | Алма-Ата               | [ ГС 32 ] |
| 34 | Мун Капитолина Ивановна              | 1925 — 04.03.1988       | Звеньевая колхоза «МОПР» Каратальского района Талды-Курганской области                                                                  | 28.03.1948      | сельхоз       | Алма-Ата               | [ ГС 33 ] |
| 35 | Мусетов Десейке                      | 01.11.1917 — 08.04.1981 | Бригадир полеводческой бригады молочного совхоза «Северо-Любинский» Министерства совхозов СССР, Любинский район Омской области          | 12.11.1951      | сельхоз       | Енбекшиказахский район | [ ГС 34 ] |
| 36 | Мухамеджанов Кабжан Мухамеджанович   | 05.10.1913 — 1984       | Начальник Чимкентского отделения Казахской железной дороги, Чимкентская область                                                         | 04.05.1971      | транспорт     | Алма-Ата               | [ ГС 35 ] |
| 37 | Найманкулова Базигуль                | 1921 — 01.10.2008       | Звеньевая свекловодческого звена колхоза «Большевик» Кировского района Талды-Курганской области                                         | 28.03.1948      | сельхоз       | Алма-Ата               | [ ГС 36 ] |
| 38 | Никулин Анатолий Родионович          | 11.07.1912 — 16.03.1983 | Первый секретарь Есильского райкома Компартии Казахстана, Акмолинская область                                                           | 11.01.1957      | госуправление | Алма-Ата               | [ ГС 37 ] |
| 39 | Ниязбаев Ахметжан                    | 1907 — ????             | Директор мясного совхоза «Терсаканский» Министерства совхозов СССР, Есильский район Акмолинской области                                 | 23.07.1948      | сельхоз       | Алма-Ата               | [ ГС 38 ] |
| 40 | Орлов Александр Семёнович            | 1885—1956               | Директор хлопкового совхоза «Пахта-Арал» Ильичёвского района Южно-Казахстанской области                                                 | 27.05.1948      | сельхоз       | Алма-Ата               | [ ГС 39 ] |
| 41 | Пак Николай Васильевич               | 01.01.1926 — 1989       | Звеньевой свекловодческого звена колхоза имени Горького Каратальского района Талды-Курганской области                                   | 28.03.1948      | сельхоз       | Алма-Ата               | [ ГС 40 ] |
| 42 | Пенкин Иван Евдокимович              | 1916 — ????             | Начальник горноэксплуатационного участка прииска «Адыгалах» Магаданского совнархоза                                                     | 09.06.1961      | металлургия   | Алма-Ата               | [ ГС 41 ] |
| 43 | Пономарёв Николай Александрович      | 10.10.1929 — 17.10.1995 | Первый секретарь Комсомольского райкома Компартии Казахстана, Кустанайская область                                                      | 08.04.1971      | госуправление | Алма-Ата               | [ ГС 42 ] |
| 44 | Попов Николай Иванович               | 1917 — ????             | Комбайнёр Карасуского совхоза Карасуского района Кустанайской области                                                                   | 11.01.1957      | сельхоз       | Алма-Ата               | [ ГС 43 ] |
| 45 | Рыскулов Ахметкул                    | 1927 — ????             | Агроном колхоза «Джаналык» Талды-Курганского района Талды-Курганской области                                                            | 20.05.1949      | сельхоз       | Алма-Ата               | [ ГС 44 ] |
| 46 | Сергазин Шайдахмет                   | 27.04.1920 — 24.02.2006 | Председатель Есильского райисполкома Акмолинской области                                                                                | 11.01.1957      | сельхоз       | Алма-Ата               | [ ГС 45 ] |
| 47 | Сидорова Вера Васильевна             | род. 15.08.1934         | Первый секретарь Кустанайского райкома Компартии Казахстана, Кустанайская область                                                       | 24.12.1976      | госуправление | Алма-Ата               | [ ГС 46 ] |
| 48 | Скачкова Анна Яковлевна              | 1911 — ????             | Звеньевая совхоза «Льновод» Маслянинского района Новосибирской области                                                                  | 08.03.1948      | сельхоз       | Алма-Ата               | [ ГС 47 ] |
| 49 | Тавитов Михаил Давидович             | 03.01.1914 — 19.01.2004 | Старший зоотехник каракулеводческого совхоза «Сараджинский» Министерства внешней торговли СССР, Тахта-Базарский район Марыйской области | 15.09.1948      | сельхоз       | Алма-Ата               | [ ГС 48 ] |
| 50 | Тукенов Нурлыгаин Тукенович          | 09.05.1912 — 27.11.1973 | Начальник Южно-Казахстанского геологического управления Министерства геологии Казахской ССР, Джамбулская область                        | 04.07.1966      | геология      | Алма-Ата               | [ ГС 49 ] |
| 51 | Тюлебеков Касым Хажибаевич           | 31.10.1935 — 03.09.2014 | Первый секретарь Булаевского райкома Компартии Казахстана, Северо-Казахстанская область                                                 | 19.02.1981      | госуправление | Алма-Ата               | [ ГС 50 ] |
| 52 | Хван Сергей Григорьевич              | 13.06.1916 — 19.06.1983 | Председатель колхоза «Путь к коммунизму» Ильичёвского района Южно-Казахстанской области                                                 | 08.06.1957      | сельхоз       | Алма-Ата               | [ ГС 51 ] |
| 53 | Холодов Павел Самойлович             | 1904 — ????             | Директор Меркенского свеклосовхоза Министерства пищевой промышленности СССР, Меркенский район Джамбулской области                       | 08.05.1948      | сельхоз       | Алма-Ата               | [ ГС 52 ] |
| 54 | Цепляев Роман Никифорович            | 1914 — ????             | Бригадир полеводческой бригады колхоза «Победа» Андреевского района Талды-Курганской области                                            | 28.03.1948      | сельхоз       | Алма-Ата               | [ ГС 53 ] |
| 55 | Цой Зя-Ир                            | 17.02.1906 — 17.09.1982 | Директор Уштобинской МТС Каратальского района Талды-Курганской области                                                                  | 28.03.1948      | сельхоз       | Алма-Ата               | [ ГС 54 ] |

### Комментарии
1. ↑  В тексте Указа фамилия Гонаженко.
2. ↑  В тексте Указа — Зайцев.
3. ↑  Фамилия Лагунова — в замужестве, на момент награждения — Бушмакина.
4. ↑  В тексте Указа — Дейсейке.

## Лица, лишённые звания Героя Социалистического Труда
| № | Фамилия, имя, отчество | Даты жизни              | Деятельность                                                                    | Дата присвоения | Дата отмены | Отрасль | ГС       |
| - | ---------------------- | ----------------------- | ------------------------------------------------------------------------------- | --------------- | ----------- | ------- | -------- |
| 1 | Джаудеков Джилыбай     | 1893—1977               | Заведующий коневодством колхоза «Эмгек» Уйгурского района Алма-Атинской области | 23.07.1948      | 02.03.1951  | сельхоз | [ ГС 1 ] |
| 2 | Тохтыбакиев Джапа      | 20.12.1902 — 18.08.1976 | Председатель колхоза «Эмгек» Уйгурского района Алма-Атинской области            | 23.07.1948      | 02.03.1951  | сельхоз | [ ГС 2 ] |